# AG Juden und Christen beim Deutschen Evangelischen Kirchentag
Die AG Juden und Christen beim Deutschen Evangelischen Kirchentag ist eine ständige Arbeitsgemeinschaft beim Deutschen Evangelischen Kirchentag. Diese Arbeitsgemeinschaft ist seit den Anfängen des jüdisch-christlichen Gesprächs nach 1945 eine wichtige Möglichkeit der regelmäßigen Begegnung von Juden und Christen in Deutschland. Als paritätisch von Juden und Christen besetzte Gruppe gibt sie über die Kirchentage hinaus durch ihren gleichberechtigten, auch gesellschaftspolitischen, Diskurs wichtige Impulse in Theologie und Gesellschaft. Viele ihrer Mitglieder waren und sind maßgeblich an der Erneuerung des Verhältnisses von Juden und Christen nach der Shoa beteiligt. Auf den Kirchentagen gestaltet sie maßgeblich das „Zentrum Juden und Christen“ mit verschiedensten Veranstaltungen, Vorträgen, Podiumsdiskussionen, Lesungen und Ausstellungen.

## Profil
Die AG setzt sich kritisch mit jahrhundertealten Fragen des jüdisch-christlichen Verhältnisses auseinander. Geprägt durch das Erschrecken über die Verstrickung von christlicher Theologie und christlichen Kirchen im Völkermord an den europäischen Juden, bekämpft sie den kirchlichen Antijudaismus, Antisemitismus sowie die Judenfeindschaft. Von Anfang an arbeitet sie einerseits an der Aufarbeitung von Schuld und andererseits an Perspektiven, antijüdische Elemente innerhalb von Theologie und Kirche zu sichten und zu überwinden.
Ihr Anliegen, eine Theologie zu entwickeln, die das Christentum nicht auf Kosten jüdischer Traditionen konstituiert, sondern bei bleibenden Differenzen die Unterschiede des Anderen fruchtbar aufnimmt, prägt dabei auch zeitgeschichtliche Debatte in Kirche und Theologie und das Bewusstsein über die Notwendigkeit, an einem positiven Bild von Judentum in seinem Pluralismus zu arbeiten. Damit kommen auch Gemeinsamkeiten und Unterschiede zwischen den beiden Religionen in den Blick, um die jeweils eigenen Traditionen in Geschichte und Gegenwart besser zu verstehen.
Seit ihrer Gründung ist die AG eine Plattform mit der Besonderheit, dass Juden und Christen sich dort gemeinsam begegnen können. „Es gehört zu den wichtigen Erfahrungen des jüdisch-christlichen Gesprächs in Deutschland“, so Doron Kiesel und Christian Wiese über die Arbeit der AG, „dass es sich nicht um rein innerchristliche Lern- und Verständigungsprozesse handelt, sondern um eine von Juden und Christen gemeinsam getragene Auseinandersetzung mit der Geschichte, wie sie seit Jahrzehnten etwa in der Arbeitsgemeinschaft Juden und Christen beim Evangelischen Kirchentag und in anderen Kontexten vollzieht. Ohne die Herausforderung, den Widerspruch, die ermutigende Dialogbereitschaft und die Geduld jüdischer Gesprächspartner hätten der Diskurs über Ursachen, Formen und Konsequenzen des christlichen Antisemitismus und die kritische Sichtung juden- und judentumsfeindlicher Elemente christlicher Theologie nicht die Dynamik und Intensität annehmen können, die sich seit den 1980er Jahren beobachten lässt.“ Diese durch das Erschrecken über christliche Schuld geprägten Prozesse von Aufarbeitung und Verständigung sind zwar geprägt von Asymmetrien im Gespräch, wurden aber mit der Zeit innerhalb der AG „zum Motiv für eine im Gespräch vollzogene Reflexion über die condition humaine und über Religion und Ethik nach Auschwitz.“
Dank dem gemeinsamen Arbeiten von Juden und Christen innerhalb der AG wurden verschiedene Änderungsprozesse in den evangelischen Kirchen angestoßen, so beispielsweise diverse Erklärungen von Synoden und von Landeskirchen, die sich damit zu ihren jüdischen Wurzeln bekennen.
Nach anfänglichen Differenzen in dieser Frage lehnt die AG die Judenmission von christlicher Seite deutlich und unmissverständlich ab. Weitere Themenfelder, die sowohl an den Kirchentagen als auch den Jahrestagungen der AG behandelt werden, betreffen u. a. die Hermeneutik von jüdischer und christlicher Bibel, die antijüdischen Elemente insbesondere der Theologie Martin Luthers, Verflechtungen der gemeinsamen Geschichte, verschiedene Perspektiven einer nicht antijüdischen Christologie, sowie Israel. Im Allgemeinen spielt auch zunehmen die Frage eine Rolle, wie in der Gegenwart im Zuge der zunehmenden religiösen Pluralisierung Religion gedacht werden kann und welche Rolle Religionen in gegenwärtigen gesellschaftspolitischen Debatten einnehmen können.

## Geschichte

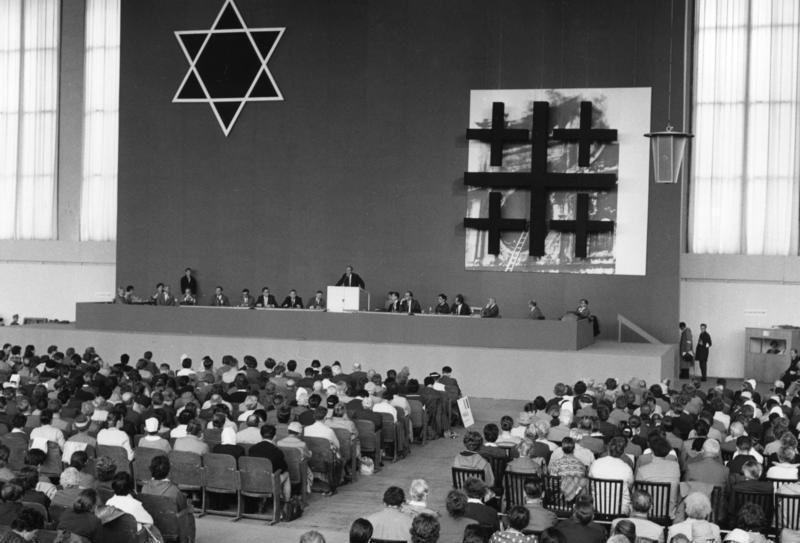
Ev. Kirchentag, Arbeitsgruppe „Juden und Christen“, Berlin 1961

Der Kirchentag in Berlin im Jahr 1961 war die Geburtsstunde der AG als ständige IV. Arbeitsgruppe des Deutschen Evangelischen Kirchentags. Ihre Gründung gilt allgemein als „Anstoß für den Beginn einer theologischen Debatte, die über die historische Aufarbeitung von Schuld hinausging. Die tiefgehenden theologischen Debatten auf den Kirchentagen werden nun auch von der Evangelischen Kirche in Deutschland aufgenommen.“ Betrachtet man die zaghaften Anfänge des jüdisch-christlichen Gesprächs nach dem Holocaust, so wird die Etablierung der AG als wichtiger Meilenstein angesehen, findet doch mit ihr zum ersten Mal nach der Shoa eine von Juden und Christen gemeinsam verantwortete Begegnung statt.
Rolf Rendtorff, Pionier der Erneuerung des Verhältnisse zum Judentum, äußerte in einem Rückblick: „Wir sind sehr dankbar, sagen zu können, dass es fast unmittelbar nach dem Ende des Naziregimes einige Juden gab, die bereit waren, einen jüdisch-christlichen Dialog zu beginnen.“ Die „engagierte Beteiligung jüdischer Mitglieder der Gruppe, vor allem die von Robert Raphael Geis und von Teilnehmern aus Israel, wie Ernst Simon und Schalom Ben-Chorin“ seien der „Hauptgrund für die fruchtbare Entwicklung“ gewesen. Ihre Arbeit versteht die AG von ihrer christlichen Seite her von Anfang an als „demütig aufzunehmende[n], auf Umkehr und Selbstkritik angelegte[n] Dialog als Teil eines praxisrelevanten Schuldanerkenntnisses.“
Mit dem erstmaligen öffentlichen Auftreten verabschiedete die AG auf dem Berliner Kirchentag 1961 folgende programmatische Resolution:

„Wir verwerfen die falsche, durch Jahrhunderte in die Kirche verbreitete Lehre, dass Gott das Volk der Juden verworfen habe, und stellen uns neu auf den Grund des apostolischen Wortes: Gott hat sein Volk nicht verstoßen, das er zuvor ersehen hat (Römer 11, 2). Eine neue Begegnung mit dem von Gott erwählten Volk wird die Einsicht bestätigen oder neu erwecken, dass Juden und Christen gemeinsam aus der Treue Gottes leben.“

Unter den 35 Gründungsmitgliedern waren Rabbiner Robert Raphael Geis, Ernst Ludwig Ehrlich, Eva Gabriele Reichmann, Schalom Ben-Chorin, Dietrich Goldschmidt, Friedrich-Wilhelm Marquardt, Martin Stöhr, Claus Westermann, Walther Zimmerli und Günther Harder; den Vorsitz hatte Hans-Joachim Kraus.
Die AG arbeitet insbesondere daran, nach der Shoa innerhalb der christlichen Theologie und Kirchen ein neues, positives Bild über das Judentum und Juden zu prägen, und antijüdische Elemente sowie Stereotypen über das Judentum innerhalb der Theologie zu revidieren. Programmatisch heißen die beiden ersten Bände, die über die Arbeit der AG erschienen, Der ungekündigte Bund (1962) und Das gespaltene Gottesvolk (1966).
1963/64 kam es mit dem sog. Purimstreit der AG zu einer Kontroverse um das Verhalten gegenüber der Judenmission und ihren christlichen Befürwortern. Die jüdischen Mitglieder der AG waren ernüchtert, als Teile der christlichen Mitglieder sich ernsthaft mit Verfechtern der Judenmission auseinandersetzen wollten. Zunächst kam es zu keiner Einigung.
Am Rheinischen Synodalbeschluss „Zur Erneuerung des Verhältnisses von Christen und Juden“ von 1980 waren maßgeblich Mitglieder der AG beteiligt. Diese Synodalerklärung wurde Vorreiterin für Erklärungen und Beschlüsse anderer Landeskirchen. Unter dem Leitwort „Nicht du trägst die Wurzel, sondern die Wurzel trägt dich“ (Römer 11,18b) wurde unter anderem die Abkehr von der Judenmission beschlossen.
Im Jahr 1986 erhielt die AG die Theodor-Heuss-Medaille. In der Begründung für diese Auszeichnung heißt es:

„Schon im Jahr 1949 hatte sich der Evangelische Kirchentag in einer Grundsatzerklärung entschlossen, in der Wahrheit und in der Liebe die Begegnung mit Juden zu suchen. Aus diesem Bekenntnis heraus wurde 1961 die Arbeitsgemeinschaft Juden und Christen gegründet, die sich seither im brüderlichen Geist der Begegnung und Wiedergutmachung, der Achtung und Hilfe um die deutsch-jüdische Aussöhnung verdient gemacht hat. Ihre Arbeit ist geprägt vom Gedanken des Miteinanders durch gemeinsames Lernen und Handeln. Während der Kirchentage bemüht sich die Arbeitsgemeinschaft in unzähligen Veranstaltungen, Diskussionen und Vortragsreihen, sich dem Friedensauftrag der Kirchen zu stellen und zum Abbau gegenseitiger Vorurteile im deutsch-jüdischen Verhältnis beizutragen.“

Mit dem Zweiten Golfkrieg 1991 kam es zu einer Belastungsprobe für die jüdisch-christliche Zusammenarbeit: Die jüdischen Mitglieder der AG fühlten sich von den christlichen Mitgliedern im Stich gelassen und vermissten Solidarität mit Israel; unter den christlichen Mitgliedern gab es unterschiedliche Positionen. Der bisherige Vorstand Edna Brocke, Martin Stöhr, Johann Schwarz, Albrecht Lohrbächer und Harald Uhl trat geschlossen zurück; dem neuen kommissarischen Vorstand gehörten Micha Brumlik, Eldad Horwitz, Friedrich-Wilhelm Marquardt, Klaus Wengst und Ute Deichmann an.
Im Jahr 1995 hatte die Kirchentagsleitung für den Kirchentag in Stuttgart eine kirchliche Gruppe für den Markt der Möglichkeiten zugelassen, die eine Judenmission zumindest indirekt fördert. Nach vorhergehenden Protesten und Gesprächen kündigte daraufhin die jüdische Kultusgemeinde Stuttgart ihre Mitarbeit am Kirchentag auf, die jüdischen Mitglieder der Arbeitsgemeinschaft erklärten sich damit solidarisch. Innerhalb der AG wurde der Kompromiss vereinbart, die Großveranstaltungen der Arbeitsgemeinschaft auf einen Tag und auf das Thema „Nein zur Judenmission“ zu konzentrieren, das „Lehrhaus“ aber im Programm von Stuttgart für alle drei Tage zu belassen. In der Resolution der AG „Ja zur Partnerschaft und zum innerbiblischen Dialog. Nein zur Judenmission“ heißt es deutlich:

„[…] Die Mission an Juden gefährdet den Dialog zwischen Juden und Christen und wird in den jüdischen Gemeinden als Bedrohung wahrgenommen. Deshalb verbietet sich für Christen jeder Versuch, an einen Juden in missionarischer Absicht heranzutreten […].“

2011 feierte die AG ihr 50-jähriges Bestehen mit einer Jubiläumsfeier mit dem EKD-Ratsvorsitzenden Nikolaus Schneider und dem Präsidenten des Zentralrats der Juden in Deutschland Dieter Graumann.
2017 ging die Internetplattform der AG online, die verschiedene Inhalte rund um das jüdisch-christliche Gespräch mit Artikeln, Meldungen, Grundlagentexten und Arbeitsmaterialien bietet.

## Projekte

### Zentrum Juden und Christen

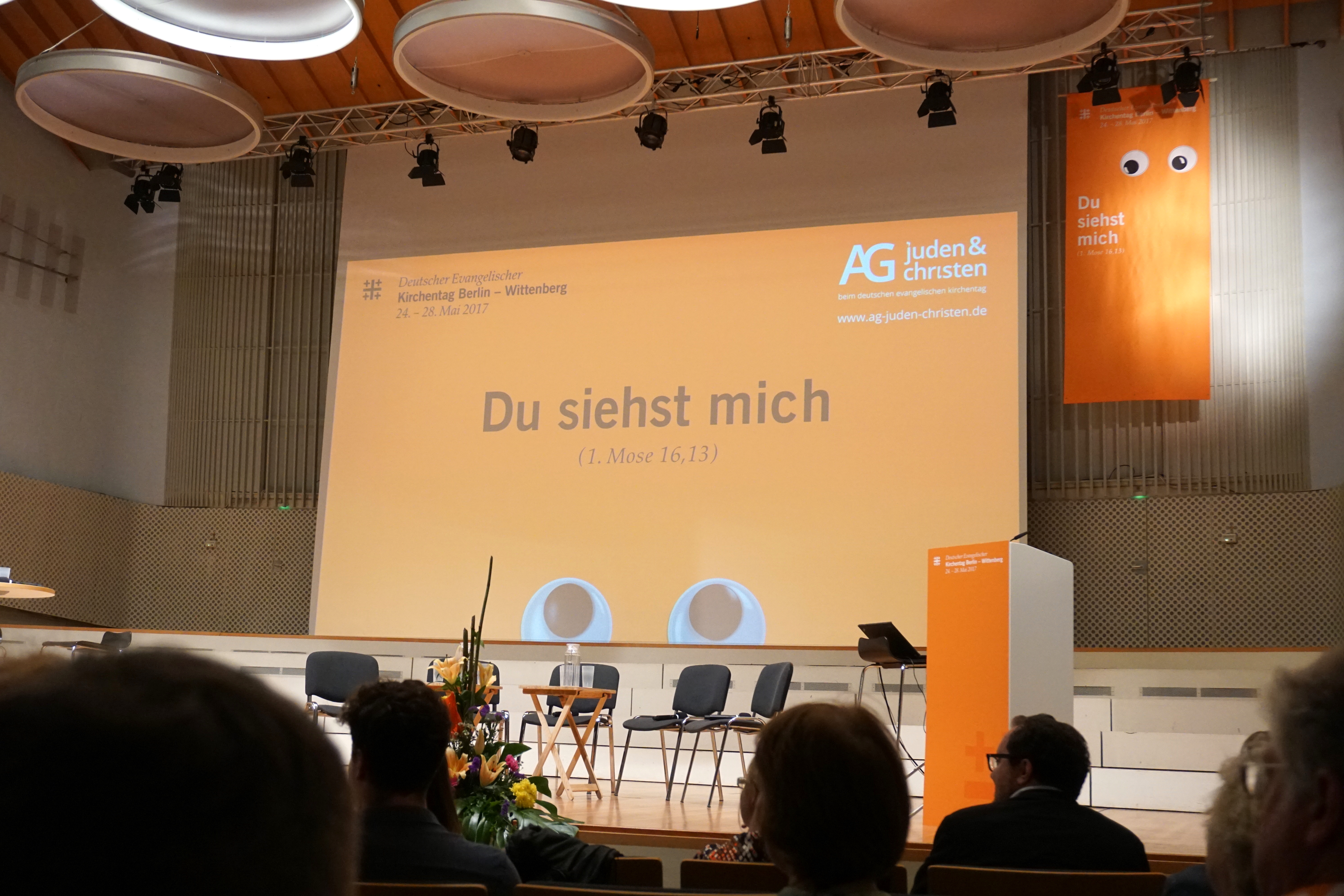
Podiumsveranstaltung des Zentrums Juden und Christen, Kirchentag 2017, Berlin

Auf den jeweiligen Kirchentagen gestaltet die AG das Zentrum Juden und Christen. Seit 1973 gibt es Dialogbibelarbeiten, die gemeinsam von einem Juden und einem Christen gestaltet werden. Als erste Frau in der Geschichte des Kirchentages hielt die Judaistin Edna Brocke im gleichen Jahr eine solche Bibelarbeit. Im Jahr 1978 wurde für das Zentrum Juden und Christen das Format des Lehrhauses eingeführt, in dem seitdem neben den großen Podiumsveranstaltungen auf allen Kirchentagen Workshops, Vorträge und Lesungen stattfinden.
Auf dem Kirchentag im Mai 2017 in Berlin verantwortete die AG laut eigenen Angaben vier Podien, 28 Veranstaltungen im Lehrhaus, sechs Film- und Musikdarbietungen, fünf Synagogengottesdienste, drei Führungen und zwei Ausstellungen.

### »Reform der Reformation«: Projekt zur Analyse der Curricula des Studiums der Evangelischen Theologie
Das Projekt zur Analyse der Curricula des Studiums der Evangelischen Theologie für Pfarramt und Lehramt in Bezug auf jüdische und/oder jüdisch-christliche Lehrinhalte startete im Jahr 2016 und wird in Zusammenarbeit der AG mit der Universität Göttingen durchgeführt. Gegenstand der Studie ist die Frage, ob, und wenn ja, in welchem Umfang und mit welchen Inhalten sowohl Judentum als auch das jüdisch-christliche Verhältnis in das Studium der evangelischen Theologie systematisch aufgenommen werden soll. Über das Ziel und das Ergebnis der Studie schreiben die Autoren zusammenfassend:
„Damit wollen wir im Jahr des Reformationsjubiläums ein gemeinsames Nachdenken initiieren, das Früchte tragen soll. Dabei war es zunächst darum zu tun, die Lage präziser in den Blick zu bekommen und die gefühlte Lage bestätigte sich recht deutlich. Es gibt fast keine obligatorischen Lehreinheiten zum Thema Judentum oder Theorie und Geschichte des jüdisch-christlichen Gespräches und wenig fakultative.“
Die Präses der Synode der EKD, Irmgard Schwaetzer schreibt in ihrem Geleitwort zur Studie von der Überraschung „dass es in Deutschland in vielen Landeskirchen möglich ist, ein Theologiestudium abzuschließen, ohne sich auch nur in einem Semester mit dem christlich-jüdischen Verhältnis beschäftigt zu haben oder mit jüdischer Theologie. Da sagen wir ganz klar, das halten wir für nicht tragbar […] Wir halten das für ein zentrales Thema.“
Zudem wurden von der AG Vorschläge erarbeitet, wie jüdische und/oder jüdisch-christliche Lehrinhalte im Interesse einer Erneuerung des christlich-jüdischen Verhältnisses zielführender in den Curricula bzw. Modulkatalogen verankert werden können.

### Interviewprojekt
Zur Dokumentation der eigenen Geschichte werden in einem Interviewprojekt in Zusammenarbeit mit dem Kirchentag zentrale Personen in der Geschichte der AG befragt. Bislang sind bereits Interviews mit Edna Brocke, Martin Stöhr, Konrad von Bonin und Peter von der Osten-Sacken erschienen.

## Vorstand und Mitglieder (Auswahl)
Der Vorstand der AG besteht gegenwärtig aus Doron Kiesel (Vorsitz; Bildungsabteilung des Zentralrats der Juden in Deutschland), Christian Staffa (Vorsitz; Evangelische Akademie zu Berlin), Dmitrij Belkin (Ernst Ludwig Ehrlich Studienwerk), Frederek Musall (Hochschule für Jüdische Studien Heidelberg) und Vikarin Aline Seel (Evangelische Kirche Berlin-Brandenburg-schlesische Oberlausitz).
Bekannte aktive Mitglieder der AG sind u. a. Micha Brumlik, Frank Crüsemann, Marlene Crüsemann, Alexander Deeg, Jürgen Ebach, Gerhard Marcel Martin, Martin Stöhr, Klaus Wengst und Christian Wiese; zu den ehemaligen Mitgliedern gehören u. a. viele Protagonisten der Anfänge des jüdisch-christlichen Gesprächs in Deutschland seit 1945, so z. B. Schalom Ben-Chorin, Edna Brocke, Ernst Ludwig Ehrlich, Rabbiner Albert Friedlander, Robert Raphael Geis, Pinchas Lapide, Friedrich-Wilhelm Marquardt, Peter von der Osten-Sacken, Rolf Rendtorff und Wolfgang Stegemann.